# Чаузі
Чаузі, шаузі, нільська кішка (англ. Chausie) — доволі нова порода кішок, що була зареєстрована в 1995 році. Є результатом схрещення домашньої кішки з диким очеретяним котом

## Історія

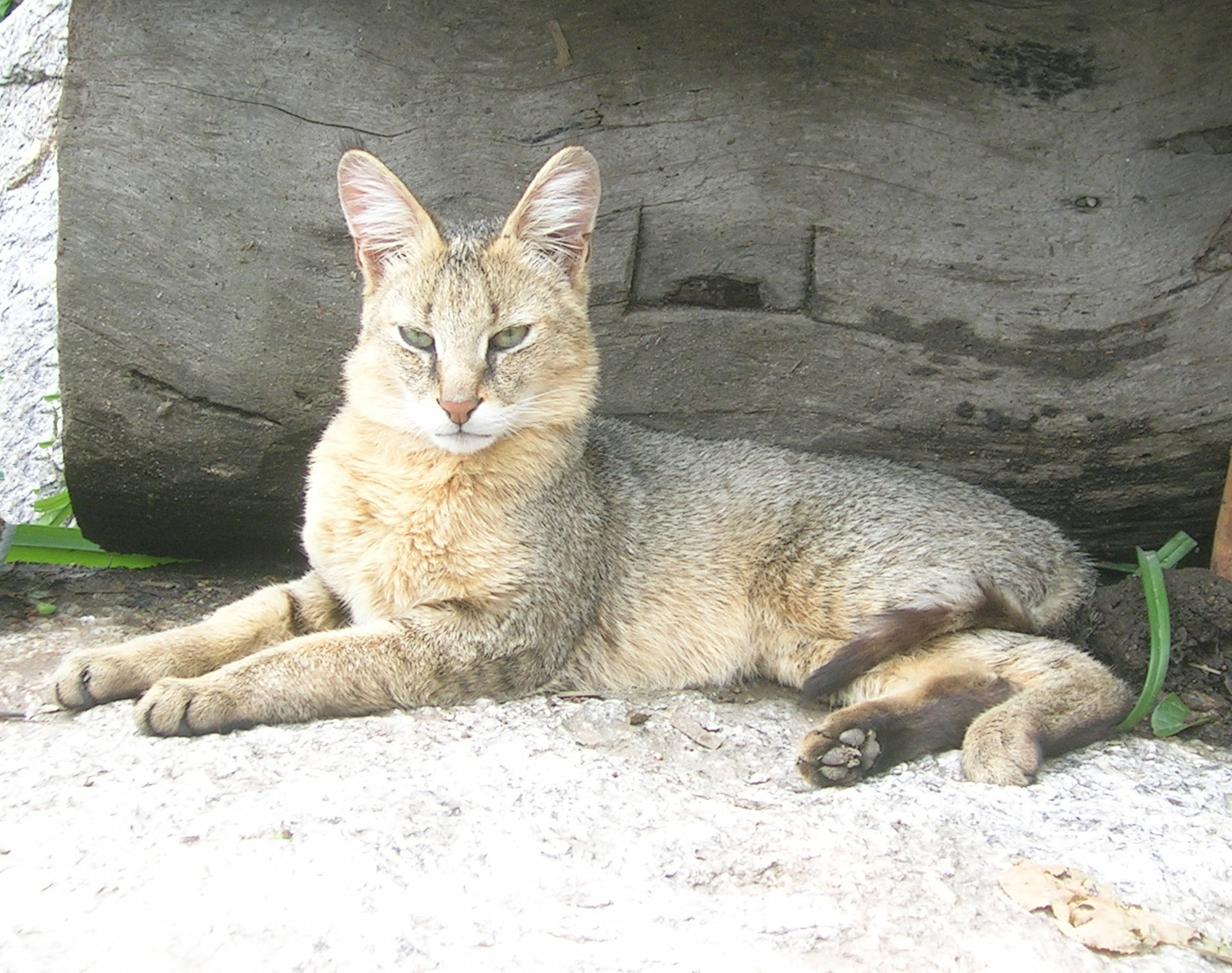
Кіт очеретяний

Порода була виведена при схрещуванні домашньої кішки з диким очеретяним котом. Селекціонери хотіли отримати нову породу, яка б зберігала зовнішність дикої кішки, але мала характер домашньої.
Перші представники нової породи були отримані в кінці 1960-х — початку 1970-х років в США. Шаузі була офіційно зареєстрована в TICA в 1995 році.
Назва породи походить від латинської назви дикого очеретяного кота — Felis chaus.

## Характер
Кішки цієї породи люблять спілкування і навіть потребують цього, але не люблять сидіти на руках. Вони дуже рухливі, активні, грайливі. Мало чого бояться, відмінні у полюванні. Гарно уживаються з іншими тваринами. Вміють дуже високо стрибати. Віддані своїм господарям.

## Зовнішній вигляд
Шаузі — велика і висока порода. Має сильне мускулисте тіло, довгі ноги, великі вуха з китичками. Хвіст середньої довжини та товщини. Представники цієї породи виключно короткошерсті.